# Jean Dupas
Pour les articles homonymes, voir Dupas.
Jean Théodore Dupas né à Bordeaux le 21 février 1882 et mort à Paris le 6 septembre 1964 est un peintre, affichiste et décorateur français, représentatif de l'Art déco.

## Biographie
Élève à l'École des beaux-arts de Bordeaux dans l'atelier de Paul Quinsac et des décorateurs Artus et Jean-Gustave Lauriol, Jean Dupas entre ensuite à l'École nationale supérieure des beaux-arts de Paris dans l'atelier de Gabriel Ferrier. Il obtient le prix de Rome de 1910 dont le sujet est Éros vainqueur du dieu Pan. Son style très personnel est rattaché au néoclassicisme des années 1920 ou à l'Art déco. Il part à la villa Médicis à Rome, sous la direction de Carolus-Duran, puis d'Albert Bernard, où il retrouve le sculpteur Alfred Janniot et plusieurs amis dont Jean Despujols, Robert Poughéon et Pierre Bodard. Il y invite son ami Roger Bissière. Mobilisé en 1914 pendant la Première Guerre mondiale, il est libéré en 1919, année où il retourne à Rome pour faire une dernière année, pendant laquelle il présente une dizaine d'œuvres à Bordeaux au bénéfice des blessés de la Grande Guerre. Il fera ses premières armes durant trois ans dans les ateliers d'un peintre bordelais, Émile Vernay, auquel il dédicacera des années plus tard une œuvre Nymphe drapée dans un jardin antique en 1945. 
Nommé conservateur du musée Marmottan à Paris en 1940, il devient membre de l'Académie des beaux-arts en 1941. Nommé professeur de l'École nationale supérieure des beaux-arts de Paris, il compte parmi ses élèves : Jean-Pierre Alaux, Jean Monneret, Jean Joyet, Gabriel Deschamps, Roger Forissier, Roger Festernaz et Geoffroy Dauvergne. Il quitte son poste en 1951 pour subir une intervention chirurgicale et est remplacé par Edmond Heuzé. Il termine sa carrière comme directeur du musée Marmottan.

### Travaux décoratifs

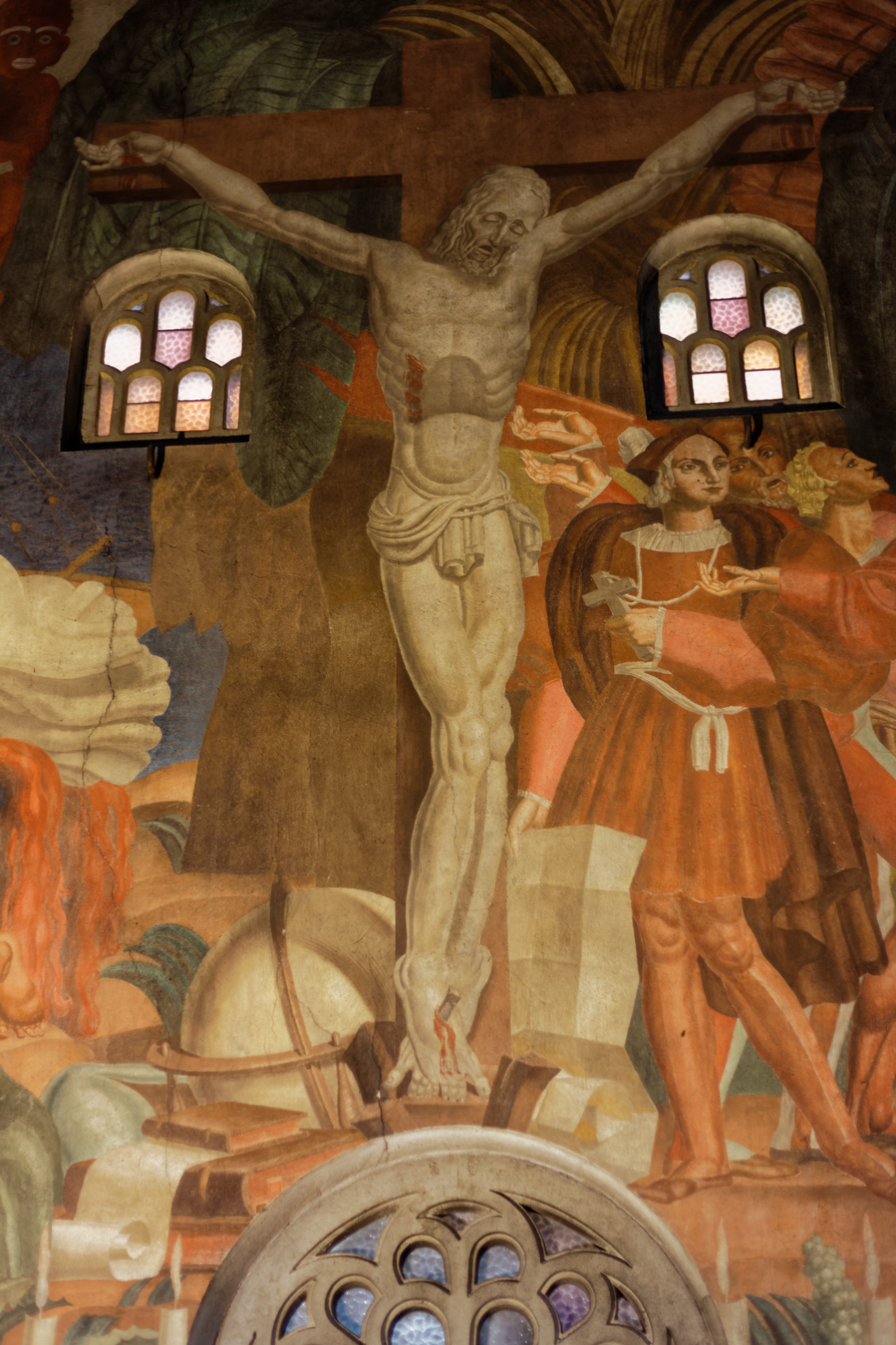
Le Concile de Trente et l'évangélisation du Nouveau monde, vers 1935, détail, Paris, église du Saint-Esprit.

Jean Dupas intervient, comme nombre d'artistes de l'époque, dans les domaines les plus variés. En 1923 et 1924, il travaille à des commandes de la Manufacture nationale de Sèvres, ainsi qu'à des cartons pour la Manufacture des Gobelins. Il dessine pour de grands magazines de mode comme Vogue et Harper's Bazaar. En 1925, il envoie une huile sur toile, Les Perruches,, à l’Exposition des arts décoratifs où elle est très remarquée. En 1927, il conçoit le catalogue des fourrures Max chez l'imprimeur Draeger. Il est membre des Ateliers d'art sacré, après 1919, dans le sillage de Maurice Denis et George Desvallières, et participe au renouveau de la fresque. Il travaille à ce titre à la décoration de l'église du Saint-Esprit à Paris, collaborant, entre autres, avec le peintre lyonnais Louis Bouquet, ordonnateur du salon de l'Afrique aux palais des Colonies à Paris. Il réalise également des affiches pour les Grands Magasins Dufayel. Il demeure à cette époque au 19, boulevard de Port-Royal à Paris.
Il garde toutefois une prédilection pour les œuvres monumentales : « Plus grand est mon travail, plus je suis heureux ».
Il reste très attaché à sa ville natale pour laquelle il réalise notamment une grande composition, La Vigne et le vin, destinée à l'Exposition des arts décoratifs de 1925. Il exécute par ailleurs de nombreuses commandes publiques et privées.
Il reçoit commande du ministère de la Justice en 1940 d'un projet de tapisseries pour remplacer celles de l'hôtel de Bourvallais à Paris, alors abîmées. Il présente un carton intitulé La Marseillaise en 1945. Ces tapisseries ne seront jamais réalisées

### Les paquebots
Il collabore à la décoration de plusieurs paquebots comme l’Île-de-France et le Liberté, avec Alfred Janniot et Jacques-Émile Ruhlmann. Un de ses tableaux figure dans la chambre de l'héroïne du film américain d'Ernst Lubitsch, Haute Pègre (1932). Il travaille avec le maître verrier Jacques Charles Champigneulle, qui exposera dans son atelier du boulevard du Montparnasse les dessins préalables à la décoration du grand salon du Normandie, réalisée en 1935, dont une feuille est conservé au musée national de la Marine à Paris. Pour la décoration de ce grand salon du Normandie, il peint 400 m2 de peinture sur glace de verre églomisé. Une partie de l'ensemble, L'Enlèvement d'Europe, est conservée à Saint-Nazaire à l'Escal'Atlantic, dans la base sous-marine, notamment un panneau de laque exécuté par Jean Dunand d'après les dessins de Dupas.

### Décorations murales
Il participe en 1936 au chantier de la bourse du travail de Bordeaux, y réalisant deux peintures murales. Il termine la même année la décoration d'un panneau mural pour le salon de l'argenterie du palais royal de Bucarest. En 1938, il participe à la réalisation du pavillon de la France pour l'Exposition universelle de New York de 1939, dont les architectes sont Roger-Henri Expert et Pierre Patout et ses collaborateurs Michel Dufet et Claude Ferret. Il reste à New York où il rencontre un grand succès.

### L'affichiste
Devenu célèbre, il est sollicité pour réaliser des affiches pour les sociétés de transport londonien. Il réalise six affiches pour le métro de Londres, ainsi que celle du Salon des artistes décorateurs de 1925, .

## Œuvres

### Peinture
- Le Chevrier Lammon trouve Daphnis enfant, 1909, esquisse, Paris, École nationale supérieure des beaux-arts.
- Jésus servi par les anges, Salon de 1909, localisation inconnue.
- Pays basque espagnol, Salon de 1909, localisation inconnue.
- L'Amour vainqueur de Pan, 1910, Paris, École nationale supérieure des beaux-arts.
- La Mort de San Bernardino, 1914, d'après Pinturicchio, Paris, École nationale supérieure des beaux-arts.
- L'Archer, 1917, Bordeaux, musée des Beaux-Arts.
- Le Tireur à l'arc, 1918, Bordeaux, musée des Beaux-Arts.
- Les Pigeons blancs, 1918, Bordeaux, musée des Beaux-Arts.
- Portrait de Léon-Hubert Patas d'Illiers, 1924, Orléans, musée des Beaux-Arts.
- La Vigne et le Vin, 1925, Bordeaux, musée d'Aquitaine[12].
- La Fontaine italienne, 1925, Beauvais, musée départemental de l'Oise.
- Portrait de jeune garçon, 1925[19], localisation inconnue.
- La Femme en rouge[20], 1927, Paris, musée des Arts décoratifs.
- Peintures murales, 1927-1929, Albert, basilique Notre-Dame de Brebières.
- Autoportrait, 1933, Bordeaux, musée des Beaux-Arts.
- Le Zodiaque, 1935, Bucarest, palais royal, salon de l'Argenterie.
- Le Concile de Trente et l'évangélisation du Nouveau monde, vers 1935, Paris, église du Saint-Esprit.
- La Gloire de Bordeaux (esquisse), 1937, Bordeaux, musée des Beaux-Arts.
- La Gloire de Bordeaux, 1938, peinture murale, Bordeaux, bourse du travail.
- Décors du grand salon des première classe du paquebot Normandie, avec le verrier Jacques-Charles Champigneulle : fragments à New York au Metropolitan Museum of Art et au Brooklyn Museum ; à Pittsburgh au Carnegie Museum of Art ; à Paris au musée national de la Marine ; à Saint-Nazaire à l'Escal'Atlantic.
- Le Jeu de cartes, 1954, Paris, lycée Claude-Monet.
- Le Jeu d'échecs, 1954, Paris, lycée Claude-Monet.
- Femme en buste, Beauvais, MUDO - Musée de l'Oise.
- Peintures murales, Paris, lycée Saint-Louis.
- Peinture murale, 1956-1957, Saint-Louis, centre d'apprentissage[21].

### Décoration de paquebots
- Tir au pigeons, 1926, panneau pour la salle de théâtre du paquebot Île-de-France, en collaboration avec Jacques-Émile Ruhlmann (1879-1933).
- Le Char de Thétys, 1934, 6,50 × 15 m, un des quatre panneaux subsistant du Normandie réalisé en collaboration avec Jacques-Charles Champigneulle (1907-955)[22], maître-verrier entre 1928 et 1952, d'après les cartons de Jean Dupas exécuté en verre églomisé par Champigneulle pour le grand salon des premières classes. Cette œuvre est conservée à Paris au musée national de la Marine. En 1950, la décoration du paquebot Liberté bénéficiera d'éléments provenant du paquebot Normandie, dont une peinture murale de Dupas.

### Dessin
- Euss, 1922, crayon et gouache sur papier, Bordeaux, musée des Arts décoratifs et du Design.

### Affiche
- Projet d'affiche XVe Salon des artistes décorateurs, Paris, 1924, Bordeaux, musée des Arts décoratifs et du Design.
- Arnold Constable, commemorating the mode of Yesterday, 1928, lithographie en couleurs, 118 × 78 cm, Paris, BnF[23].

## Expositions et Salons
- Salon d'automne.
- Salon des artistes français en 1909, 1921 et 1924.
- 1924 : 15e Salon des artistes décorateurs.
- 1925 : Exposition internationale des arts décoratifs et industriels modernes, Paris :
  - esplanade des Invalides : Les Perruches, La Vigne et le Vin ;
  - ambassade française, salon de réception : Les Perruches, ainsi que trois autres œuvres.
- 1939 : Exposition universelle de New York, peinture murale pour la décoration du pavillon de la France (1938), architecte : Roger-Henri Expert (1882-1955) (œuvre détruite).
- 2008-2009 : « Bordeaux des années 20-30, portrait d'une ville », La Gloire de Bordeaux.
- Du jeudi 3 décembre 2009 au dimanche 10 mars 2010 : « Éloge de Bordeaux : trésors d'une collection », musée des Beaux-Arts de Bordeaux, exposition collective, Cavaliers acclamés par des jeunes filles.

## Réception critique
« Il invente un univers antique sophistiqué et soumet ses personnages aux élongations d'un dessin néo-ingresque soutenu par une palette vive que la critique qualifie de “tubisme”. »

— Robert Coustet, Dictionnaire de Bordeaux.

## Récompenses
- 1909 : mention honorable au Salon des artistes français[24].
- 1910 : grand prix de Rome en peinture pour Éros vainqueur du dieu Pan.
- 1910 : médaille de 3e classe au Salon des artistes français[24].
- 1922 : médaille d'or au Salon des artistes français[24].

## Élèves
- Jean-Pierre Alaux, de 1943 à 1949.
- Paul Ambille, de 1949 à 1955, 1er grand prix de Rome en 1955.
- Joseph Archepel, de 1945 à 1950.
- Éliane Beaupuy, élève de 1942 à 1947, 1er grand prix de Rome en 1947.
- Edmond Cabrol, 1er second grand prix de Rome en 1944.
- Martine Charron, deuxième second grand prix de Rome en 1945, premier second grand prix de Rome en 1946.
- Mickaël Compagnion, de 1946 à 1949.
- Jean-Yves Couliou.
- Émile Courtin, à partir de 1944.
- Geoffroy Dauvergne, de 1944 à 1952.
- Claude Dechezelle.
- Michel Dureuil.
- José Fabri-Canti, 1er second grand prix de Rome en 1945, premier grand prix de Rome en 1946.
- Roger Forissier.
- Gérald Garand.
- Roland Guillaumel.
- Paul Guiramand.
- Pierre Henry.
- Jacques Houplain, en 1945.
- Jean Joyet.
- Henriette Lambert, de 1949 à 1952.
- Paul Mantes, deuxième second grand prix de Rome en 1944.
- Jean-Marie Martin.
- Jean Monneret.
- François Orlandini, 1er grand prix de Rome en 1948.
- André Pédoussaut, 1er second grand prix de Rome en 1951, 1er second grand prix de Rome en 1952.
- André Plisson, de 1950 à 1956, deuxième second grand prix de Rome en 1956.
- René Quillivic.
- Jacques Reverchon.
- Ernest Risse.
- Pierre Théron, en 1942.
- Henri Van Moé, de 1950 à 1955.
- Frédéric Vidalens, de 1944 à 1949.

### Iconographie
- Jacques-Émile Blanche, Portrait du peintre Jean Dupas, musée des Beaux-Arts de Bordeaux.